# Rupert Evans
Pour les articles homonymes, voir Evans.
Rupert Evans né le 9 mars 1977 dans le Staffordshire, est un acteur britannique.
Il est connu pour son rôle de Harry Greenwood dans la série télévisée américaine Charmed ainsi que celui de Frank Frink dans The Man in the High Castle.

## Biographie
Rupert Evans a grandi dans une ferme de Stowe-by-Chartley, dans le comté du Staffordshire en Angleterre, proche de Stoke-on-treat. Il a fait ses études à Bilton Grange School, un pensionnat indépendant dans le village de Dunchurch, près du bourg de Rugby de Warwickshire dans les Midlands de l'Ouest en Angleterre, suivi par des études à Milton Abbey School,, un pensionnat indépendant situé à Milton Abbas, près du bourg de Blandford Forum dans le comté de Dorset dans le Sud-Ouest de l'Angleterre. Il a ensuite poursuivi ses études à l'université Webber Douglas Academy of Dramactic Art, à l'époque situé à Londres dans le district South Kensington.

### Carrière
En début de carrière, Rupert Evans joue dans le téléfilm dramatique Crime and Punishment avec John Simm, et North and South avec Richard Armitage où il incarne Frederick Hale.
Son premier grand rôle au cinéma fut celui de l'agent du FBI John Myers dans Hellboy de Guillermo del Toro en 2004 inspiré du comics Hellboy de Mike Mignola. Il est également apparu dans Agora, filmé à Malte, avec Rachel Weisz et Max Minghella.
Rupert Evans a joué le rôle d'Edmund Allingham dans la série télévisée britannique The Village de la BBC, Elliot Howe dans Rogue, Peter Fleming dans Fleming : L'Homme qui voulait être James Bond, et Frère Godwyn dans Un monde sans fin.  Il a également joué dans le sitcom High Stakes avec Richard Wilson, et le drame Paradise Heights sur la BBC avec Neil Morrissey. Il a joué le rôle de Frank Frink dans la série Amazon The Man in the High Castle.
Il joue en 2008 dans la mini-série Palais Royal, interprétant le Roi Richard IV. En 2014, Rupert Evans joue dans le film d'horreur The Canal, et en 2016 dans The Boy.
En Février 2018, il rejoint le casting principal de la série Charmed (2018), le reboot de la série télévisée fantastique à succès, Charmed, diffusée entre 1998 et 2006, dans le rôle de Harry Greenwood, un être de lumière, aux côtés de Sarah Jeffery, Melonie Diaz et Madeleine Mantock,.

## Théâtre
- 2003 : Sweet Panic
- 2006 : Roméo et Juliette : Roméo
- 2007 : Kiss of the Spider Woman : Donmar Warehouse
- 2009 : Life Is a Dream : Donmar Warehouse
- 2013 : Fear : Donmar Warehouse
- Venetian Heat
- Macbeth
- Breathing Corpses

## Filmographie

### Cinéma
- 1994 : The Browning Version
- 2002 : Crime and Punishment : un étudiant
- 2004 : Hellboy : FBI Agent John Myers
- 2006 : Guantanamera : Ali/Jeb
- 2008 : Sidney Turtlebaum: Gabriel
- 2009 : Agora: Synesius.
- 2011 : The Incident : George
- 2014 : The Canal : David
- 2015 : Tank 432 : Reeves
- 2016 : The Boy : Malcolm
- 2016: American Pastoral : Jerry Levov
- 2020 : The Doorman de Ryûhei Kitamura : Jon Stanton

### Télévision
| Année     | Titre                                         | Rôle                       | Notes |
| --------- | --------------------------------------------- | -------------------------- | --- |
| 2001      | Band of Brothers                              | Parachutiste               | |
|           | High Stakes                                   | Charlie                    | Épisode : Father Figure |
|           | My Family                                     | Tom                        | Épisode : All Roads lead to Ramon |
| 2002      | Lexx                                          | Cleasby                    | Épisode Prime Ridge (saison 4, épisode 14) |
|           | Paradise Heights                              | Tobby Edwards              | 6 épisodes |
| 2002-2003 | Rockface                                      | Jamie Doughan              | 7 épisodes |
| 2003      | Sons and Lovers                               | Paul Morel                 | |
| 2004      | North and South                               | Frederick Hale             | |
| 2005      | Du bout des doigts                            | Richard Rivers             | |
|           | ShakespeaRe-Told - A Midsummer Night's Dream  | Xander                     | |
| 2008      | The Palace                                    | Roi Richard IV             | |
| 2009      | Emma                                          | Frank Churchill            | |
| 2010      | The Little House                              | Patrick                    | |
| 2012      | Dark Matters : Twisted But True               | Fritz Haber Dr. Goldberger | Épisode : Positively Poisonous, Beauty and Brains, Medusa's Heroin (saison 2, épisode 4) Épisode : Amnesiac, Party Poopers, Risky Radiation (saison 2, épisode 5) |
|           | Un monde sans fin                             | Godwyn                     | |
| 2013-2014 | The Village                                   | Edmund Allingham           | 12 épisodes |
| 2013      | Hercule Poirot                                | Harold Waring              | Épisode : The Labours of Hercules |
| 2014      | Fleming : L'Homme qui voulait être James Bond | Peter Fleming              | |
|           | Rogue                                         | Elliott                    | |
|           | The Secrets                                   | Tom                        | Épisode The Conversation |
| 2015-2018 | The Man in the High Castle                    | Frank Frink                | Saisons 1 à 4 |
| 2018-2022 | Charmed                                       | Harry Greenwood            | Acteur principal |
| 2022      | La Chronique des Bridgerton                   | Edmund Bridgerton          | |

### Jeux vidéo
Q.U.B.E (2011) : 919.

## Distinctions
Sauf indication contraire, les informations mentionnées dans cette section peuvent être confirmées par la base de données cinématographiques IMDb,  présente dans la section « Liens externes ».
| Année | Prix                | Catégorie       | Nomination | Résultat   |
| ----- | ------------------- | --------------- | ---------- | ---------- |
| 2014  | Fright Meter Awards | Meilleur acteur | The Canal  | Nomination |
| 2015  | Fantasporto         | Meilleur acteur | The Canal  | Lauréat    |